# La trama de la vida
La trama de la vida es el título en español del libro The Web of Life, escrito en 1996 por Fritjof Capra, doctor en física de la Universidad de Viena, director por años del Center for Ecoliteracy de Berkeley, California, y gran difusor de la historia de la ciencia contemporánea y los cambios de paradigma a que se ha visto sometida tras la caída de las "verdades cartesianas".
El texto aborda el desafío de la comprensión de las acciones integradoras vitales de los organismos vivos. A partir de los aportes de la biología orgánica (posterior a la biología molecular), el pensamiento sistémico, la física cuántica, la Psicología de la Gestalt, la psicología transpersonal, la ecología profunda, la ecología social y el ecofeminismo, las neurociencias y la cibernética, entre otras fuentes, Capra se impone el reto de lograr una síntesis completa, que integre los últimos avances de estas disciplinas en un mismo contexto, facilitando su comprensión, por el ciudadano común, de manera coherente.
Capra propone una nueva aproximación científica para describir las interrelaciones e interdependencias de los fenómenos psicológicos, biológicos, físicos, sociales y culturales, apoyado en diez años de investigación y discusiones con destacados científicos alrededor del mundo. Particular interés puede despertar la revisión de sus fuentes, muchas de ellas autores con las que sostuvo aclaradoras conversaciones directas que agradece -de entrada- en su libro. Ilya Prigogine, Francisco Varela, Humberto Maturana, Lynn Margulis, James Lovelock, Heinz von Foerster, Arne Naess, entre otros, se cuentan entre sus contertulios. Finalmente, personajes como Theodore Roszack recomiendan la lectura de este libro en particular.
Fue traducido al español en 1998 por la Editorial Anagrama de Barcelona. Se volvió a editar en castellano en 2002.